# 현장출동 뉴스 플러스
현장출동 뉴스 플러스는 대한민국에서 평일 오전 7시 20분에 텔레비전으로 방송했던 JTBC의 시사 프로그램이다.